# LIN7B
LIN7B (англ. Lin-7 homolog B, crumbs cell polarity complex component) – білок, який кодується однойменним геном, розташованим у людей на короткому плечі 19-ї хромосоми. Довжина поліпептидного ланцюга білка становить 207 амінокислот, а молекулярна маса — 22 896.
| 10         |  | 20         |  | 30         |  | 40         |  | 50         |
| ---------- |  | ---------- |  | ---------- |  | ---------- |  | ---------- |
| MAALVEPLGL |  | ERDVSRAVEL |  | LERLQRSGEL |  | PPQKLQALQR |  | VLQSRFCSAI |
| REVYEQLYDT |  | LDITGSAEIR |  | AHATAKATVA |  | AFTASEGHAH |  | PRVVELPKTD |
| EGLGFNIMGG |  | KEQNSPIYIS |  | RVIPGGVADR |  | HGGLKRGDQL |  | LSVNGVSVEG |
| EQHEKAVELL |  | KAAQGSVKLV |  | VRYTPRVLEE |  | MEARFEKMRS |  | ARRRQQHQSY |
| SSLESRG    |  |            |  |            |  |            |  |            |

A: Аланін

C: Цистеїн

D: Аспарагінова кислота

E: Глутамінова кислота

F: Фенілаланін

G: Гліцин

H: Гістидин

I: Ізолейцин

K: Лізин

L: Лейцин

M: Метіонін

N: Аспарагін

P: Пролін

Q: Глутамін

R: Аргінін

S: Серин

T: Треонін

V: Валін

Задіяний у таких біологічних процесах, як транспорт, транспорт білків, екзоцитоз, альтернативний сплайсинг. 
Локалізований у клітинній мембрані, мембрані, клітинних контактах, щільних контактах, синапсах, синаптосомах.